# Абзгильдина, Гашия Баязитовна
Гашия Баязитовна Абзгильдина (баш. Ғәшиә Баязит ҡыҙы Абыҙгилдина; 4 мая 1910, Кипчак-Аскарово, Уфимская губерния — 22 декабря 1994, Сибай, Башкортостан) — советская актриса, народный артист Башкирской АССР (1963). C 1954 года член союза театральных деятелей Башкирии.

## Биография
Родилась 4 мая 1910 года в селе Кипчак-Аскарово(ныне — Альшеевский район Башкирии).
В 1931 окончила Башкирский техникум искусств. В 1931—1932 работала в Башкирском государственном театре драмы, в 1933—1972 в Сибайском театре драмы. Возглавляла этот театр с небольшими перерывами в 1939—1954.
Ярко выраженная характерная актриса, Абзгильдина сыграла более 200 ролей в произведениях башкирских, русских и зарубежных драматургов. Ключевыми среди них являются Краубика («Карагул» Даута Юлтыя), Нагима («Завод» Афзала Тагирова), Ульмасбика и Гарифа («Хакмар» — «Дружба и любовь», «Зимагоры» Сагита Мифтахова), Жихан и Сафия («Башмачки», «Зятёк» Х. Ибрагимова), Зулейха и Туктабика («Одинокая берёза», «Похищение девушки» Мустая Карима), Кильдебика и Шамсия («Свояки», «С сердцем не шутят» И. Абдуллина), Фёкла Ивановна («Женитьба» — Н. В. Гоголя), Бессудная («На бойком месте» — А. Н. Островского) и другие. Работы актрисы представлены также персонажами классической, современной русской и башкирской драматургии.
Скончалась 22 декабря 1994 года, похоронена на Старом кладбище города Сибай.